# Célestin Contancin
Célestin Gédéon Albert Contancin est un homme politique français né le 13 juillet 1855 à Châtellerault (Vienne) et décédé le 21 juin 1900 au Dorat (Haute-Vienne)
Médecin à Montmorillon, il est maire de la ville. Élu sénateur de la Vienne en janvier 1900, il meurt en juin 1900. Il était inscrit au groupe de la Gauche démocratique.

## Sources
- « Célestin Contancin », dans le Dictionnaire des parlementaires français (1889-1940), sous la direction de Jean Jolly, PUF, 1960 [détail de l’édition]